# Iglesia de San Juan Bautista (Quebec)
La iglesia de San Juan Bautista de Quebec (del francés: Église Saint-Jean-Baptiste de Québec) es una iglesia en la ciudad de Quebec, en la provincia de Quebec, Canadá situada en el 410, rue Saint-Jean (San Juan). La estructura original de la iglesia fue terminada en 1847 pero fue destruida en el desastroso incendio de 1881 que daño una parte importante de la ciudad. La iglesia actual fue construida en 1884, fuera de los siete tipos de mármol italiano. Diseñada por el arquitecto Joseph-Ferdinand Peachy en el estilo del Segundo Imperio, la iglesia fue inspirada en la fachada de la "Église de la Sainte-Trinité" (Iglesia de la Santísima Trinidad) de París.